# Abellera banyuda
L'abellera banyuda (Ophrys bertolonii; l'epítet específic bertolonii fa referència al metge de Bolonya Antonio Bertoloni) és una espècie d'orquídia distribuïda a la conca del Mediterrani occidental, incloent els Països Catalans. L'espècie Ophrys balearica presenta el label ordinàriament trilobat i és endèmica de les Balears, alguns botànics la consideren una subespècie dins O. bertolonii.

## Descripció
La taca central blavenca del label amb forma d'escut està ben delimitada i presenta variacions entre els individus. És una planta glabra amb 4-7 fulles basals i 1-2 de caulinars. Fa de 10 a 40 cm d'alt i floreix de març a juny.
aquesta espècie sovint s'hibrida de manera natural amb altres cel seu gènere i per això es presenten races locals.

## Hàbitat
Pastures i brolles en sòls calcaris en vegetació de romanins, fenassars i Bromus erectus. en contrades mediterrànies poc àrides; rarament penetra dins la baixa muntanya submediterrània.
La subespècie catalaunica (O. et E. Danesch) presenta el label ordinàriament enter, de vegades més o menys trilobat, amb l'apèndix apical petit o nul. És una subespècie endèmica de Catalunya que arriba fins als 1200 m d'altitud.
O. balearica o bé O. bertolonii ssp. balearica (Delforge) L. Saez et Rosselló té el label ordinàriament trilobat, excepcionalment enter i és endèmica de Mallorca, Menorca, Eivissa i Dragonera.